# 尹炳熙
尹炳熙（韓語：윤병희，1981年12月7日—），韓國男演員。常透過試鏡駕馭各種角色，也因獨特的外型，常扮演日本、中國與北韓人。2017年以電影《犯罪都市》開始聞名，隨後在各部熱門電視劇以反派出場，在2019年《Stove League》與2021年《黑道律師文森佐》中以搶鏡者之姿打開了知名度。

## 演出作品

### 劇集

#### 2000年代
- 2008年：MBC《別巡檢》
- 2009年：SBS《兩個妻子》

#### 2010年代
- 2010年：SBS《濟眾院》
- 2010年：KBS2《推奴》飾演 小嘍囉
- 2010年：tvN《危機一髮豐年公寓》
- 2010年：SBS《我是傳說》
- 2010年：tvN《奇察密錄》
- 2012年：KBS2《Drama Special—盧淑子的行蹤》飾演 流浪漢
- 2012年：KBS2《Drama Special—七星號》飾演 偷渡客
- 2012年：KBS2《Drama Special—尚權兒》飾演 文雄
- 2013年：KBS2《秘密》
- 2013年：SBS《繼承者們》飾演 摩托車店職員
- 2014年：MBC《心懷叵測的恢單女》飾演 吳秉洙
- 2014年：SBS《天使之眼》
- 2014年：tvN《三劍客》
- 2016年：tvN《Signal 信號》飾演 崔英臣
- 2016年：KBS2《天上的約定》飾演 裴組長
- 2016年：SBS《Mrs. Cop 2》飾演 方背洞松鼠
- 2016年：KBS2《雲畫的月光》
- 2017年：MBC《逆賊：偷百姓的盜賊》
- 2017年：OCN《Duel》飾演 旗手
- 2017年：tvN《犯罪心理》飾演 姜元亨
- 2017年：MBC《我的鬼神搭檔》飾演 烏魚
- 2018年：tvN《陽光先生》飾演 金鎔朱
- 2018年：SBS《致親愛的法官大人》
- 2018年：OCN《Voice 2》飾演 姜斗元
- 2019年：Netflix《屍戰朝鮮》飾演 火田民壯丁
- 2019年：SBS《Stove League》飾演 梁元燮

#### 2020年代
- 2020年：tvN《機智醫生生活》飾演 孕婦的丈夫
- 2020年：tvN《惡之花》飾演 朴慶春
- 2021年：tvN《黑道律師文森佐》飾演 南柱成[6]
- 2022年：Netflix《殭屍校園》飾演 姜鎮九[7]
- 2022年：Disney+《單戀原聲帶》飾演 尹東賢
- 2022年：tvN《我們的藍調時光》飾演 裴船長
- 2022年：tvN《流星》飾演 慈善團體員工（ep1）
- 2022年：JTBC《Insider》飾演 金禹尚[8]
- 2022年：SBS《非常律師禹英禑》飾演 裴成哲（ep5）
- 2022年：tvN《O'PENing—美麗的公寓》飾演 吉周南
- 2022年：tvN《朝鮮精神科醫師劉世豐》飾演 走鋼絲的人
- 2022年：SBS《青春應援Cheer Up》饰演 拉拉队员
- 2022年：Netflix《天外謎蹤》飾演 新人
- 2022年：ENA《我把社長解鎖了》飾演 鄭賢浩
- 2022年：tvN《Missing：他們存在過2》飾演 器官買賣經紀人
- 2023年：tvN《有利的詐欺》飾演 禹永基
- 2023年：KBS2《為你心動》飾演 李相偕[9][10]
- 2024年：tvN《她的日與夜》飾演 朱秉德
- 2024年：Disney+《江南B-Side》饰演 权社长
- 2024年：tvN《O'PENing—受领人》 饰演 金基泰
- 2024年：JTBC《玉氏夫人传》饰演 许善公
- 2025年：ENA《你的味道》饰演 蔬菜店老闆
- 2025年：tvN《牽牛和仙女》饰演 花道令
- 2025年：JTBC《My Youth》饰演 李健鲁
- 待定：《青瓦臺的人們》

### 電影
- 2009年：《我的特務女友》飾演 海外組員

#### 2010年代
- 2010年：《看見惡魔》飾演 將九
- 2010年：《黃海追緝》飾演 朝鮮族服務生
- 2011年：《冠軍》飾演 秉熙
- 2012年：《馬拉鬆夢想家》飾演 放高利貸者
- 2014年：《逆鱗：刺王危城》飾演 小嘍囉
- 2014年：《海賊：汪洋爭霸》飾演 飄飄
- 2015年：《許三觀》飾演 村民
- 2015年：《殺人委託》飾演 獄警
- 2015年：《少數意見》飾演 未判囚犯
- 2015年：《西部戰線》飾演 中共軍隊中隊長
- 2016年：《時間脫離者》飾演 賭徒
- 2017年：《叛獄無間》飾演 安康魚
- 2017年：《解凍屍篇》飾演 醫院患者
- 2017年：《代立軍》飾演 難民
- 2017年：《南漢山城》飾演 火槍手
- 2017年：《犯罪都市》飾演 汽油
- 2017年：《獄火重生：金昌洙》飾演 黃奉九
- 2018年：《物怪》飾演 內官
- 2018年：《惡鄰布局》飾演 七星
- 2018年：《分秒幣爭》飾演 金主任
- 2019年：《鐵馬車王：駛向自由》飾演 日美商會記者
- 2019年：《那些年，輕狂的事》飾演 金刑警
- 2019年：《國民英雄》飾演 李博士
- 2019年：《鳳梧洞戰役》飾演 避難村民
- 2019年：《壞傢伙們》飾演 林春浩
- 2019年：《加油吧 ！李先生》飾演 德昌
- 2019年：《黑計畫》飾演 朴搜查官

#### 2020年代
- 2020年：《特務搞飛機》飾演 北韓組員
- 2020年：《盗墓同盟》飾演 博加
- 2020年：《我死去的那天》飾演 世珍的主治醫生
- 2021年：《完美的車先生》飾演 攝影作家
- 2021年：《酸酸甜甜愛上你》飾演 患者
- 2021年：《攔截聲命線》飾演 Boss
- 2022年：《犯罪都市2》飾演 汽油
- 2022年：《犀牛在肩膀上奔跑》飾演 便利店老闆
- 2022年：《外星+人》飾演 巫師道士／外星機器人聲音
- 2022年：《樂透大作戰》飾演 金光哲
- 2023年：《極惡變身》飾演 耀漢
- 2023年：《神鬼海底撈》飾演 西海岸流氓頭目
- 2023年：《絕對味覺情人》飾演 朴承俊
- 2023年：《附身》飾演 花郎
- 2023年：《全羅道少年殺人事件》飾演 李警官[11]
- 2023年：《高利貸少年》飾演 崔朗
- 2024年：《外星+人2》饰演 武当道士／外星机器人
- 2024年：《她死了》饰演 李钟学
- 2024年：《殊死追踪》饰演 洛智

### 話劇
- 2007年：《考驗》
- 2007年：《李泓傳》
- 2007年：《犀牛》
- 2007年：《文體反正戲劇美》
- 2007年：《紅色少女》
- 2008年：《文體班正戲劇美—七夜》
- 2008年：《歇斯底里的李玉》
- 2011年：《菊花香》

## 獲獎
- 2022年：第8屆APAN Star Awards—男子演技獎（配角）《黑道律師文森佐》、《我們的藍調時光》[12]

## 外部連結
- 尹炳熙的Instagram帳戶
- 尹炳熙在NAVER上的资料
- 尹炳熙在Daum上的资料
- 尹炳熙在HanCinema的頁面（英文）